# David Kemp
David Michael Kemp (Harrow, 20 febbraio 1953) è un allenatore di calcio ed ex calciatore inglese, di ruolo attaccante.

## Carriera

### Giocatore
Inizia la carriera giocando con i semiprofessionisti di Harrow Borough, Maidenhead Utd e, dal 1973 al 1975, Slough Town. Nella parte finale della stagione 1974-1975 firma il suo primo contratto professionistico, con il Crystal Palace, con cui nel corso della stagione riesce anche ad esordire, giocando una partita nel campionato di Third Division. L'anno seguente gioca da titolare, realizzando 9 reti in 30 presenze in campionato, 2 reti in 4 presenze in FA Cup e 2 reti in 3 presenze in Coppa di Lega. Trascorre in terza divisione anche la stagione 1976-1997, nella quale dopo aver segnato un gol in 4 partite passa però al Portsmouth, con cui realizza 16 gol in 31 incontri. Dopo aver segnato altri 18 gol in 33 presenze nella Third Division 1977-1978 passa a campionato in corso al Carlisle Utd, con cui, nel medesimo campionato, segna altri 4 gol in 13 presenze (per complessive 46 presenze e 22 reti in campionato). Rimane al Carlisle anche per l'intera stagione 1978-1979 (45 presenze e 18 reti in campionato, oltre a 5 presenze e 3 reti nelle coppe nazionali) e per le prime 3 partite della Third Division 1979-1980, nella quale milita poi anche con la maglia del Plymouth, con cui va in gol 15 volte in 29 presenze. La Third Division 1980-1981 è invece il campionato in cui segna più gol in carriera: va infatti in rete 24 volte in 46 incontri, non riuscendo però a ripetersi nel campionato successivo, nel quale si divide tra Plymouth (9 presenze senza mai segnare) ed i prestiti a Gillingham (9 presenze e 2 reti) e Brentford (3 presenze ed una rete). A fine stagione si trasferisce negli Stati Uniti, dove, con vari club, gioca complessivamente 36 partite (con 16 gol segnati) nella NASL (oltre ad alcune brevi esperienze in altre leghe calcistiche statunitensi e nel calcio indoor con club della NASL). Torna poi in patria per la stagione 1984-1985, al Wimbledon FC, club militante in Second Division: dopo un decennio in terza divisione (categoria in cui ha giocato 256 partite e segnato 106 gol), viene quindi tesserato per la prima volta da un club di seconda divisione nell'ultima stagione della carriera; non riesce comunque ad esordire in questa categoria, in quanto la sua unica presenza stagionale in partite ufficiali è in Coppa di Lega. Nel medesimo anno gioca per alcuni mesi con i semiprofessionisti svedesi dell'Hagahöjdens BK, con cui segna 14 gol in 22 partite (oltre ad allenare la squadra).

### Allenatore
Dopo l'esperienza svedese all'Hagahöjdens BK, tra il 1986 ed il marzo del 1990 lavora come vice al Wimbledon FC, nel frattempo promosso in prima divisione (con cui vince anche la FA Cup 1987-1988). Nel marzo del 1990 diventa allenatore del Plymouth, ruolo che ricopre fino al 28 febbraio 1992 con un bilancio di 29 vittorie, 33 pareggi e 40 sconfitte in 102 partite di campionato, tutte in seconda divisione.
Nella stagione 1992-1993 conquista un quinto posto in classifica in National League (il più alto livello non professionistico del campionato inglese) con lo Slough Town, mentre l'anno seguente lavora come vice di Alan Smith al Crystal Palace, in seconda divisione, campionato vinto dal club (che raggiunge anche le semifinali di FA Cup e di Coppa di Lega). Nelle stagioni seguenti lavora come vice dello stesso Smith al Wycombe, che lascia all'inizio della stagione 1996-1997 quando Smith si dimette. Nel 1997 lavora poi come vice di John Docherty al Millwall, mentre nei 2 campionati successivi ricopre un incarico analogo con Joe Kinnear al Wimbledon FC. Dal dicembre del 1999 all'ottobre del 2000 lavora come vice di Tony Pulis al Portsmouth, lasciando anzitempo l'incarico per diventare allenatore dell'Oxford Utd, in terza divisione. Il 30 aprile 2001, dopo 7 vittorie, 3 pareggi e 21 sconfitte in 31 partite di campionato, viene esonerato.
Nella stagione 2004-2005 lavora nuovamente come vice di Pulis, questa volta allo Stoke City; Pulis lo porta con sé anche al Plymouth, dove Kemp rimane fino al termine della stagione 2005-2006, anche sotto Ian Holloway. Per alcuni mesi nel 2006 e poi dal 2008 fino alla stagione 2012-2013 è stato nuovamente vice di Pulis allo Stoke City; segue il tecnico anche nelle sue esperienze sulle panchine di Crystal Palace, West Bromwich e Middlesbrough.